# Nucula interflucta
Nucula interflucta is een tweekleppigensoort uit de familie van de Nuculidae. De wetenschappelijke naam van de soort is voor het eerst geldig gepubliceerd in 1973 door Marincovich.